# Reticulum artis
 (février 2022).
 (février 2022).
Si vous disposez d'ouvrages ou d'articles de référence ou si vous connaissez des sites web de qualité traitant du thème abordé ici, merci de compléter l'article en donnant les références utiles à sa vérifiabilité et en les liant à la section « Notes et références ».
reticulum artis (latin pour réseau de l’art) est un réseau consacré à l’étude de l’architecture et de l’art en Suisse. Ce réseau a été créé par la Société d'histoire de l'art en Suisse (SHAS) et se présente comme une plateforme destinée à informer sur les recherches dans le domaine du patrimoine bâti suisse. Ce site est ouvert aux spécialistes et à toute personne intéressée à ce sujet.

## Élaboration du projet
La Société d'histoire de l'art en Suisse (SHAS) favorise depuis plus de 80 ans la recherche scientifique sur l’art et l’architecture en Suisse. Elle publie les résultats de ces travaux dans la série d’ouvrages intitulée Les monuments d’art et d’histoire de la Suisse, collection qui présente une vue d’ensemble de la création architecturale et artistique en Suisse, de la fin de l’Antiquité jusqu’au XXe siècle. La série s’appuie sur un vaste réseau de collaborateurs répartis dans les différents cantons suisses. Leur érudition et leur savoir-faire sont désormais accessibles sur le site reticulum artis.
De septembre 2009 à juillet 2010, un groupe de pilotage définit, sous la direction de Nina Mekacher, le contenu et les étapes d’élaboration de la plateforme reticulum artis. Le 11 avril 2011, le réseau internet est mis en fonction. À partir de 2012, le site s’enrichit d’apports scientifiques et de bases de données. L’entreprise zurichoise zehnplus assure la réalisation technique. Le projet est promu par la Fondation Gebert Rüf.

## Buts du projet
La plateforme informe un large public sur les travaux de recherche relatifs au patrimoine bâti et présente un calendrier d’activités. Le réseau conceptuel lui-même reste cependant réservé aux spécialistes. Un catalogue bilingue par mots-clefs permet une recherche par-delà les frontières linguistiques. Il couvre la topographie Suisse, la chronologie, le classement par périodes chronologiques et stylistiques, ainsi que l’index thématique.
reticulum artis est avant tout un instrument de contacts et de connexions, progressivement développé en plateforme de recherches. Le site offre un réseau dynamique de profils de personnes, d’institutions et de projets. Les contenus sont ainsi créés, constitués et entretenus par les utilisateurs. Des collections de documents iconographiques et manuscrits ainsi que des banques de données sont en construction.

## Le public cible
Alors que la plupart des informations sont accessibles à l’ensemble des utilisateurs d’internet, le cœur du réseau est réservé aux spécialistes qui bénéficient d’un accès privilégié par un mot de passe.